# Суский Вадим Миколайович
Вади́м Микола́йович Су́ский (1972—2014) — підполковник Збройних сил України, учасник російсько-української війни.

## Короткий життєпис
Народився 1972 року в місті Дрезден. Батько був військовиком, приїхали до Славути з колишньої НДР. Згодом родина переїхала до ПНР, де він і здобув середню освіту. Закінчив Кам'янець-Подільське військове інженерне училище ім. Маршала Харченка, Київську академію інженерних військ.
Служив у військових частинах Острога, Ізяслава, Володимира-Волинського. З 2004 року — в Самборі. Командир батальйону, 703-й інженерний полк.
Два місяці перебував на кордоні з окупованим Кримським півостровом. На Донбасі його батальйон був мало не в усіх гарячих точках. Загинув 31 серпня 2014-го внаслідок підриву автомобіля під Маріуполем на невизначеному вибуховому пристрої, здетонували міни, які військовики перевозили. Також загинули Володимир Дорошенко, Ігор Бжостовський, Андрій Струсь, Роман Малецький, Ігор Шубак, четверо були поранені.
Вдома залишилися дружина Тетяна, син Володимир 2002 р.н. та донька Юлія 2004 р.н. Похований у Славуті.

## Нагороди та вшанування
За особисту мужність і героїзм, виявлені у захисті державного суверенітету та територіальної цілісності України, вірність військовій присязі під час російсько-української війни
- нагороджений орденом Богдана Хмельницького III ступеня (26.2.2015, посмертно).
- почесний громадянин міста Славута (посмертно)
- Його портрет розміщений на меморіалі «Стіна пам'яті полеглих за Україну» в Києві: секція 4, ряд 4, місце 12
- Наказом командира військової частини А3817 (№ 650 від 4 грудня 2014 року) прізвище Суского Вадима Миколайовича занесене до Книги Пошани частини (посмертно).
- Вшановується 31 серпня на щоденному ранковому церемоніалі вшанування українських захисників, які загинули цього дня в різні роки внаслідок російської збройної агресії[1]
- 14 квітня 2015 року у Славуті, в школі-гімназії № 5 відкрито меморіальну дошку Вадимові Сускому.